# Denkmal für Franz Xaver Gabelsberger (Traunstein)
Das Gabelsbergerdenkmal in Traunstein wurde am 1. Juni 1913 vom Stenographenverein Traunstein, zu Ehren des Erfinders eines kursiven Kurzschriftsystems, Franz Xaver Gabelsberger (1789–1849), errichtet.
Das Denkmal besteht in seiner heutigen Form aus einem gemauerten Sockel, einem nach oben etwas verjüngten Pfeiler mit Inschrifttafel und Bildnisplakette und darüber einer Vase. Der Standort ist am Straßenrand an der Ecke Wasserburger Straße/Obere Hammerstraße.
Bei der Errichtung hatte das Denkmal einen Brunnen mit runder, niedriger Ummauerung. 1962 wurde der Brunnen dem Straßenverkehr geopfert. 1980 musste aus gleichem Grund auch der verbliebene Steinpfeiler versetzt werden.

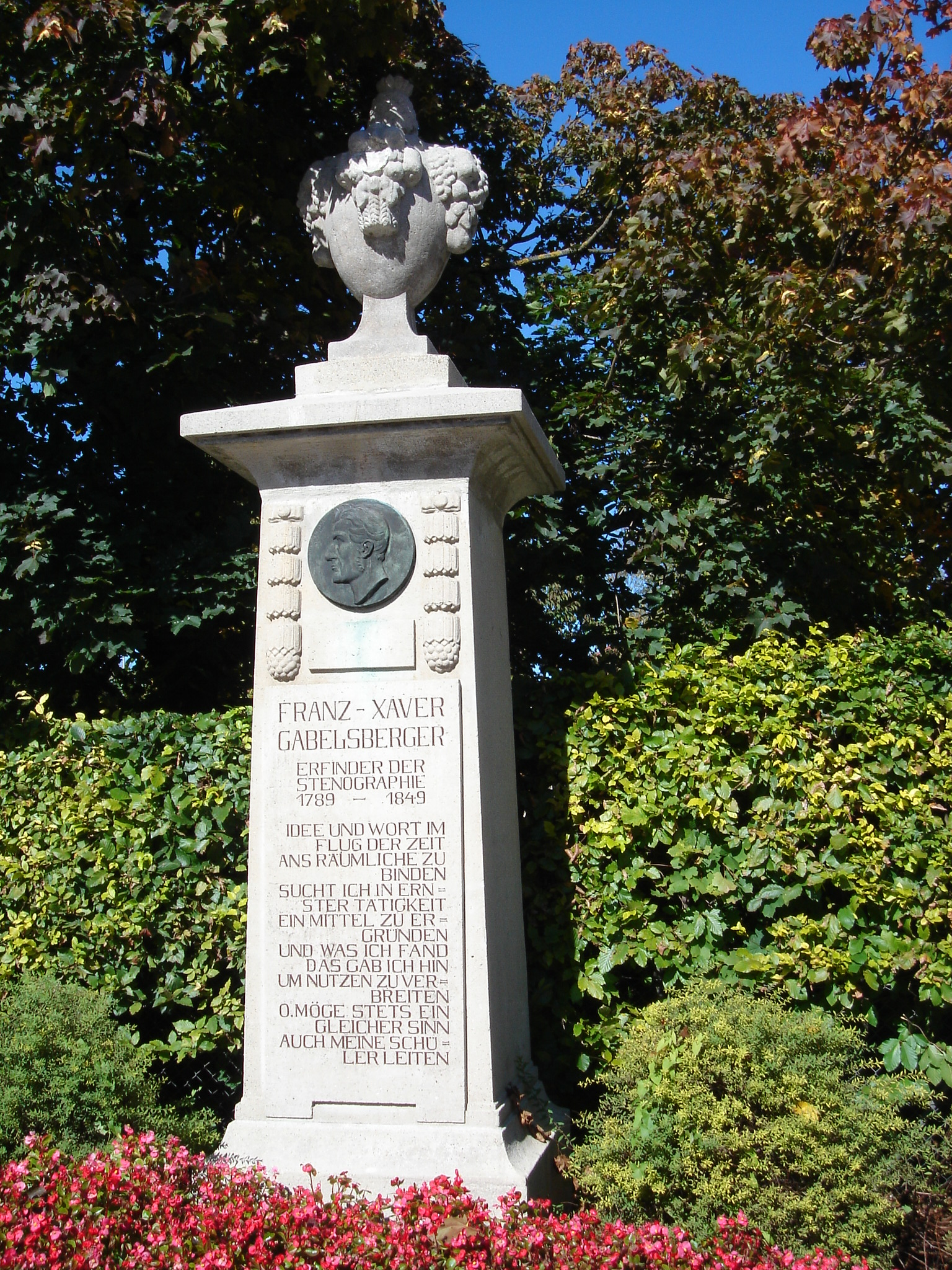
Gabelsberger Denkmal, Traunstein
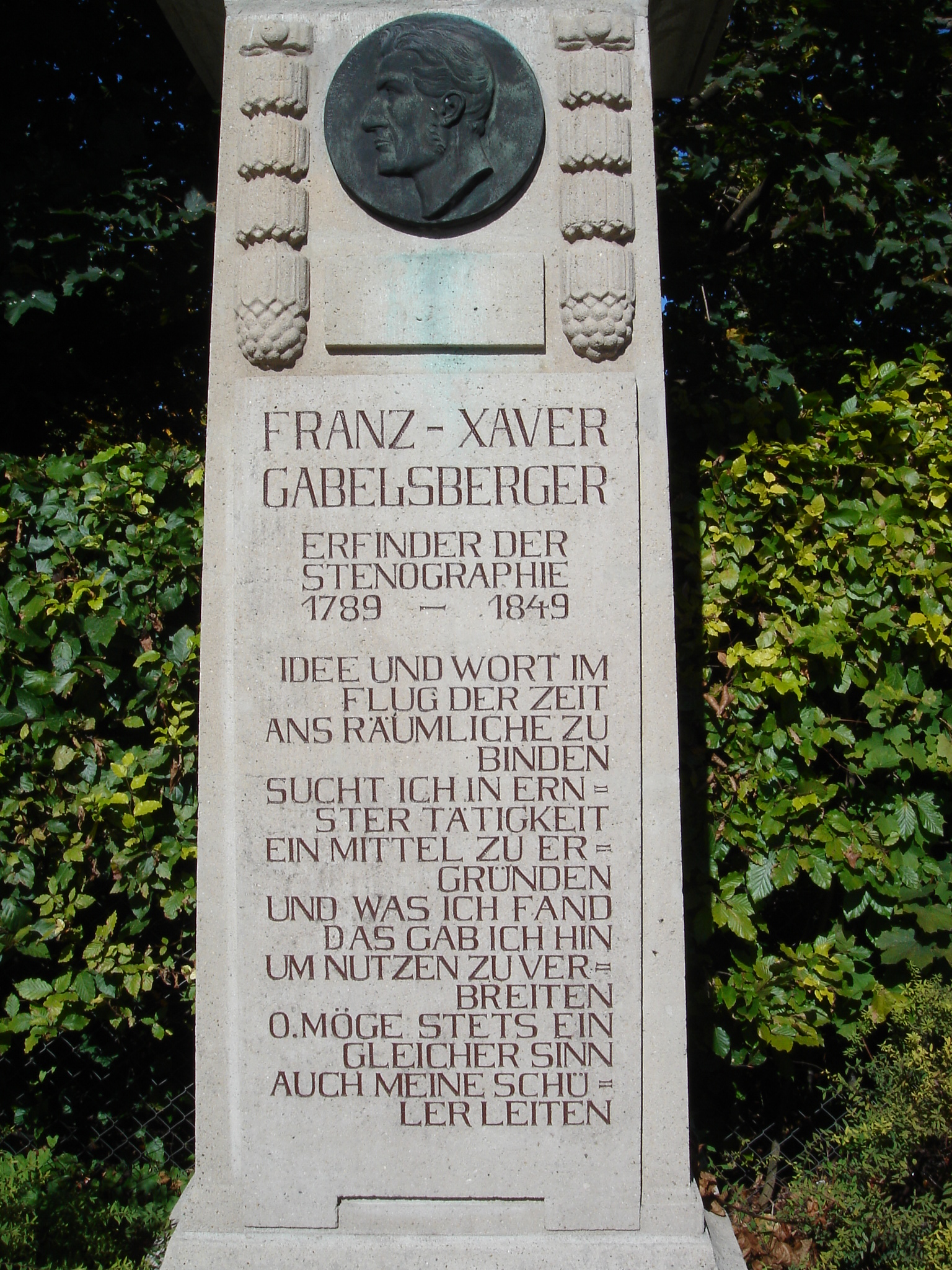
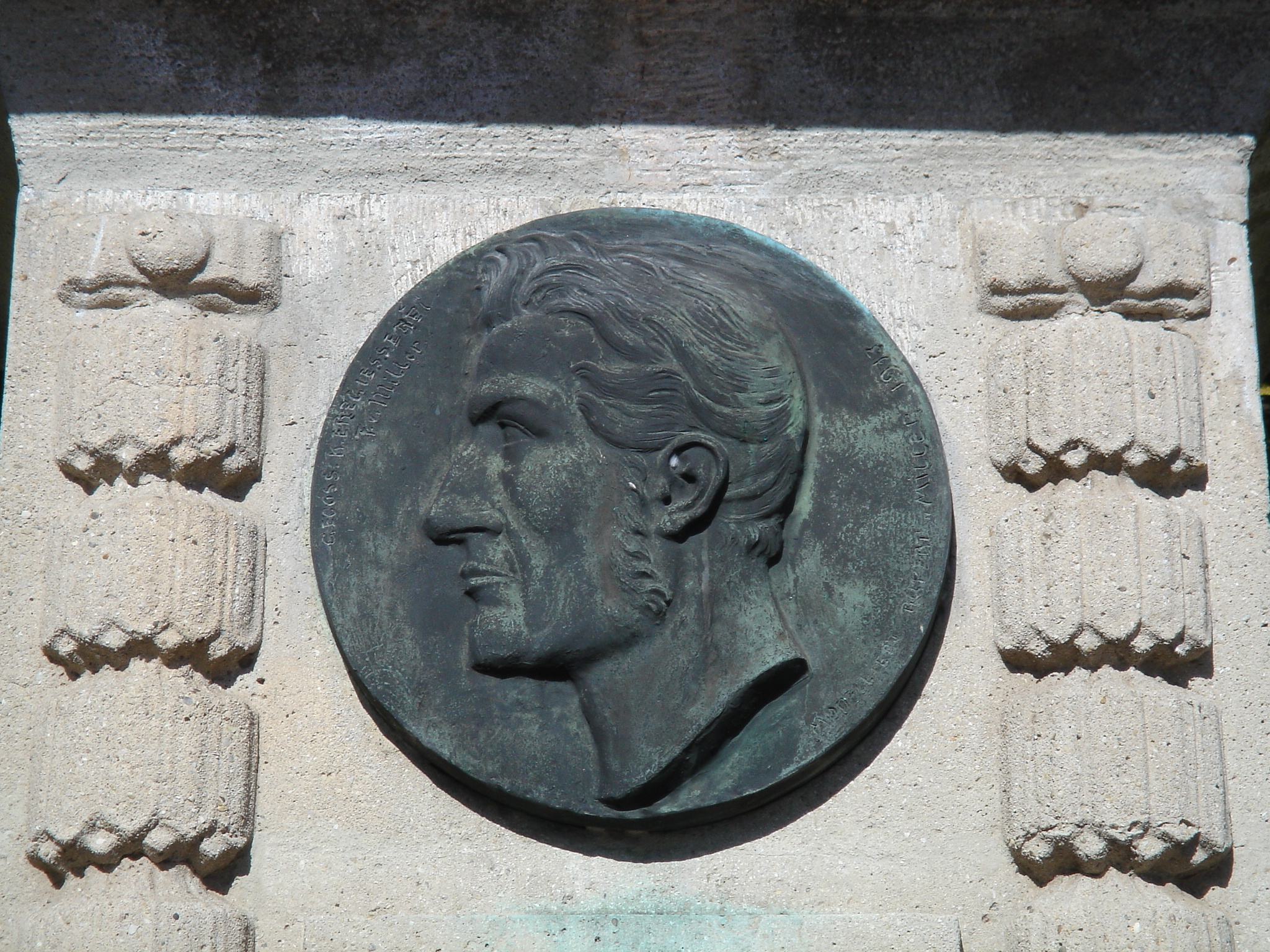
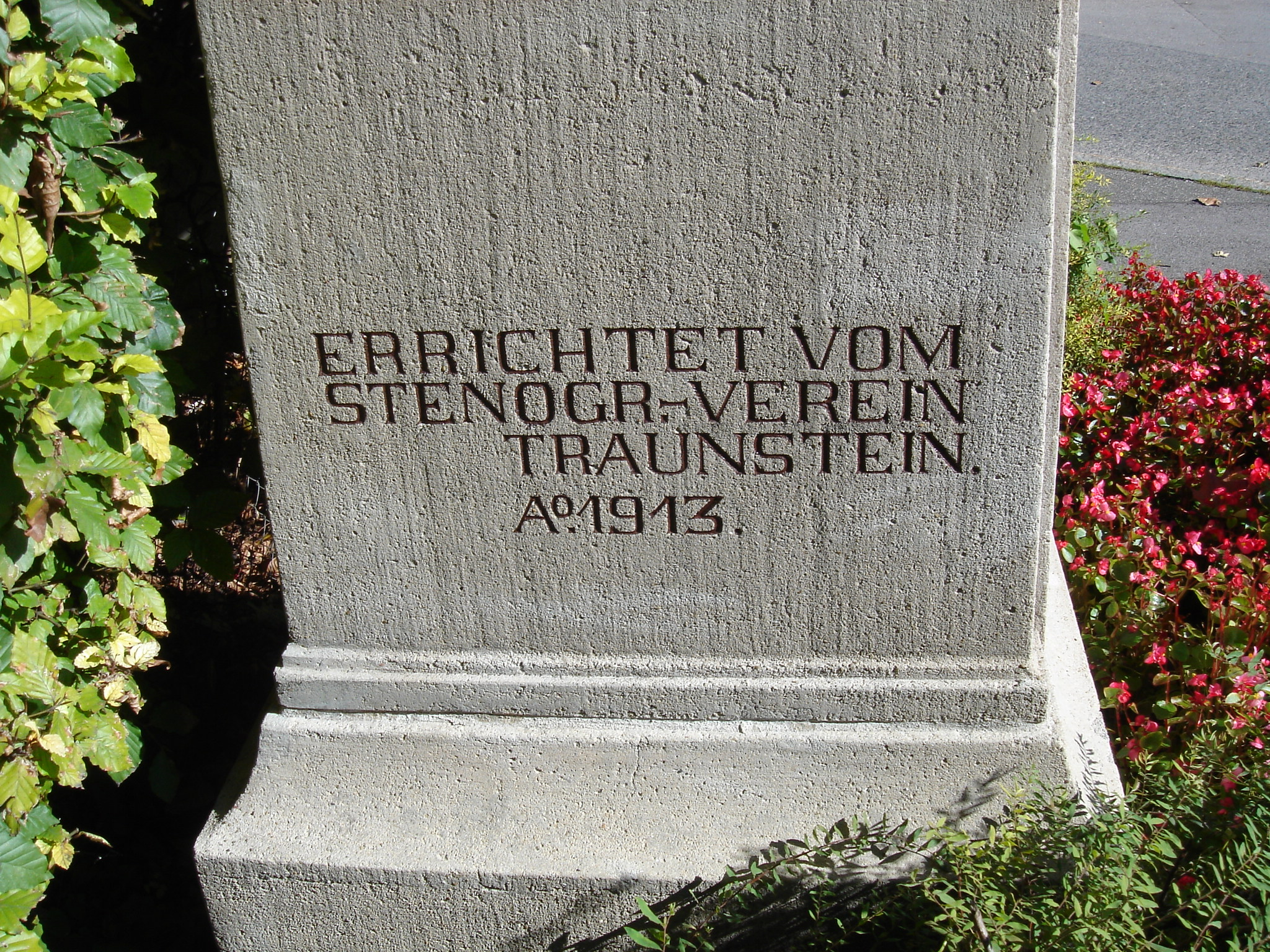
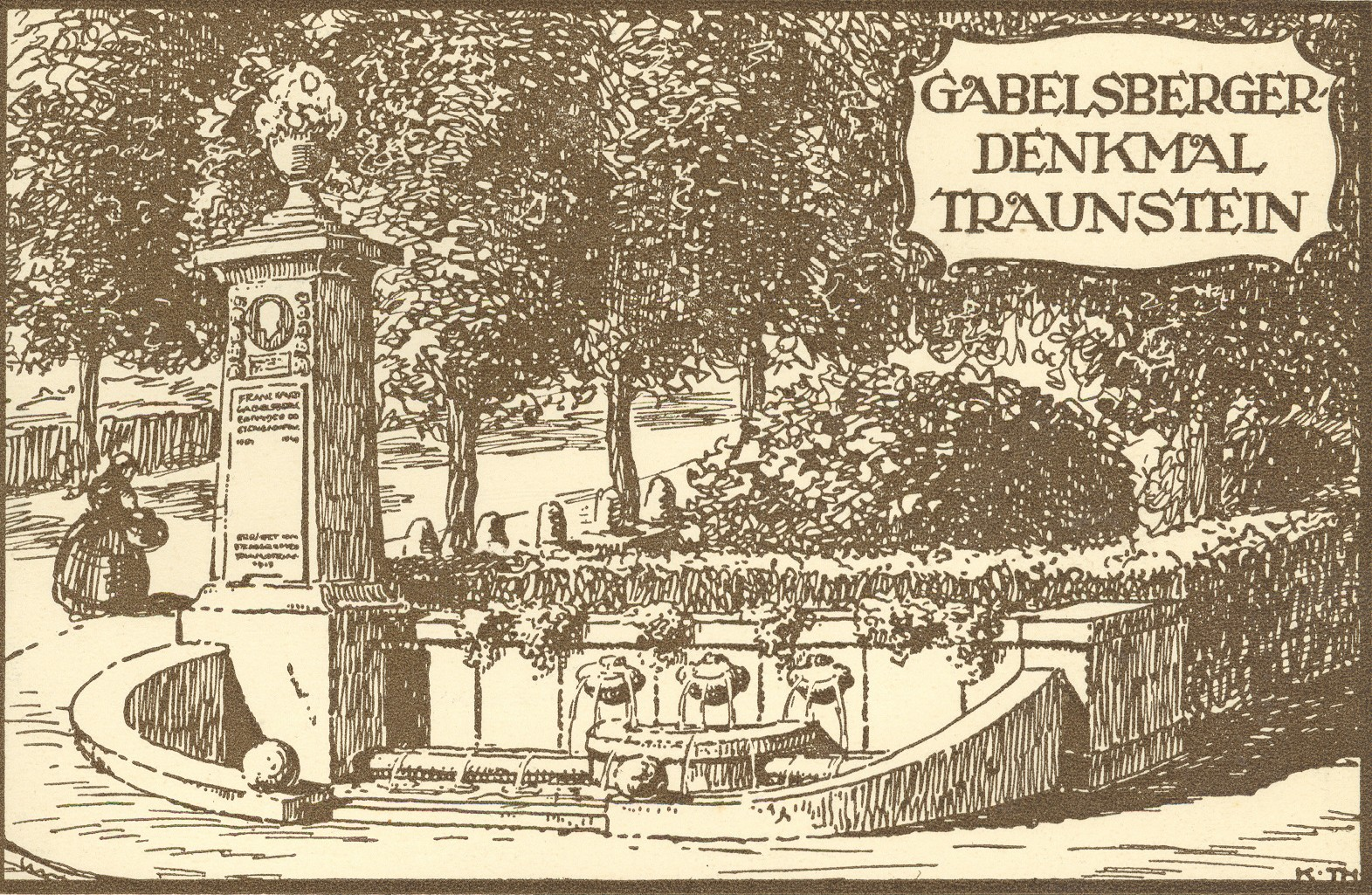
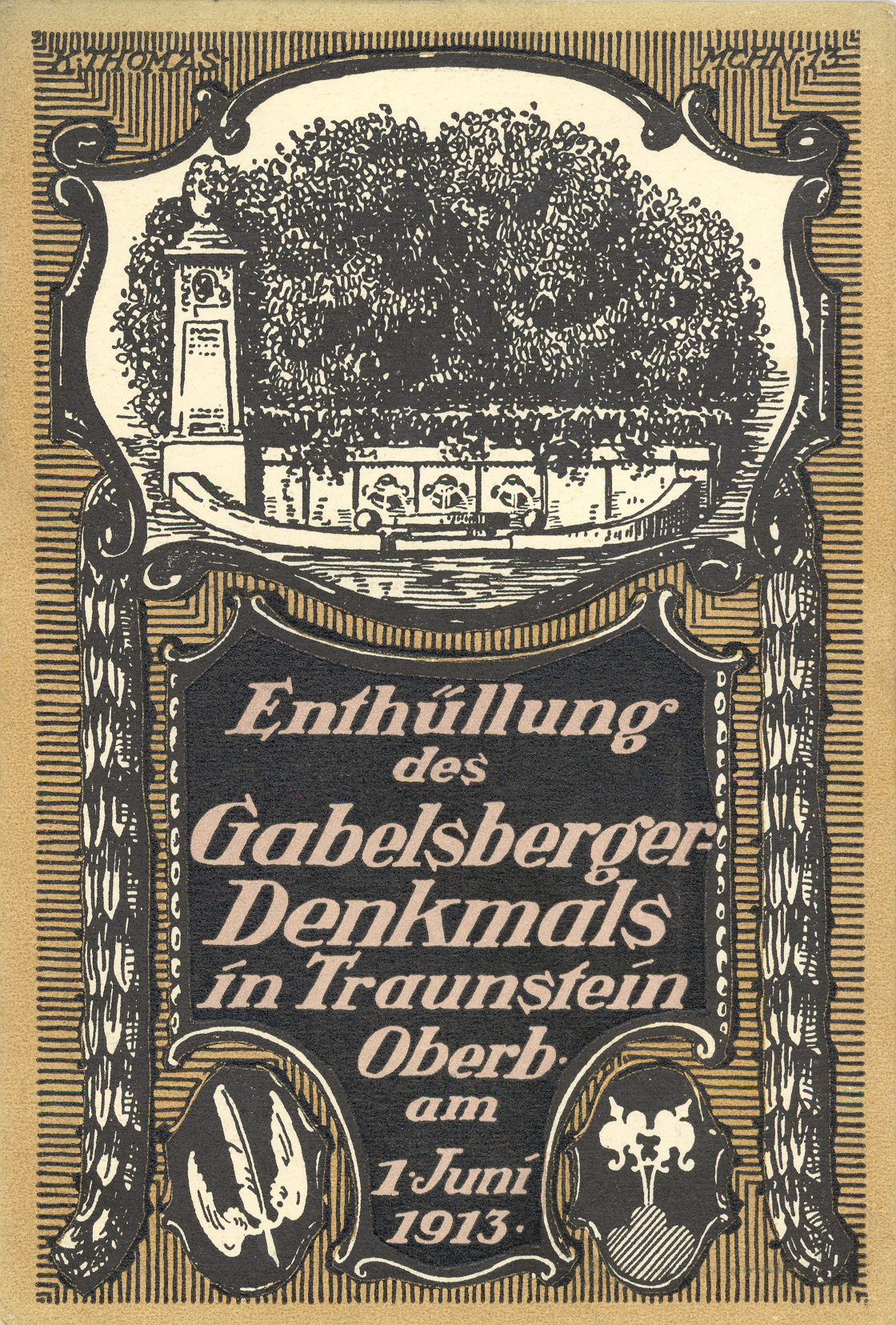